# Béthon
Ne doit pas être confondu avec Bethon.
Béthon est une commune française, située dans le département de la Sarthe en région Pays de la Loire, peuplée de 306 habitants.
La commune fait partie de la province historique du Maine.

## Géographie

### Localisation
Béthon est à 44 km de la préfecture Le Mans, à 26 km de la sous-préfecture Mamers, à 28 km de Sillé-le-Guillaume, bureau centralisateur du canton, et de 9 km de Saint-Paterne, ancien chef-lieu de canton.
| Bérus |                  | Champfleur |
|       | Béthon           | Chérisay   |
|       | Oisseau-le-Petit |            |

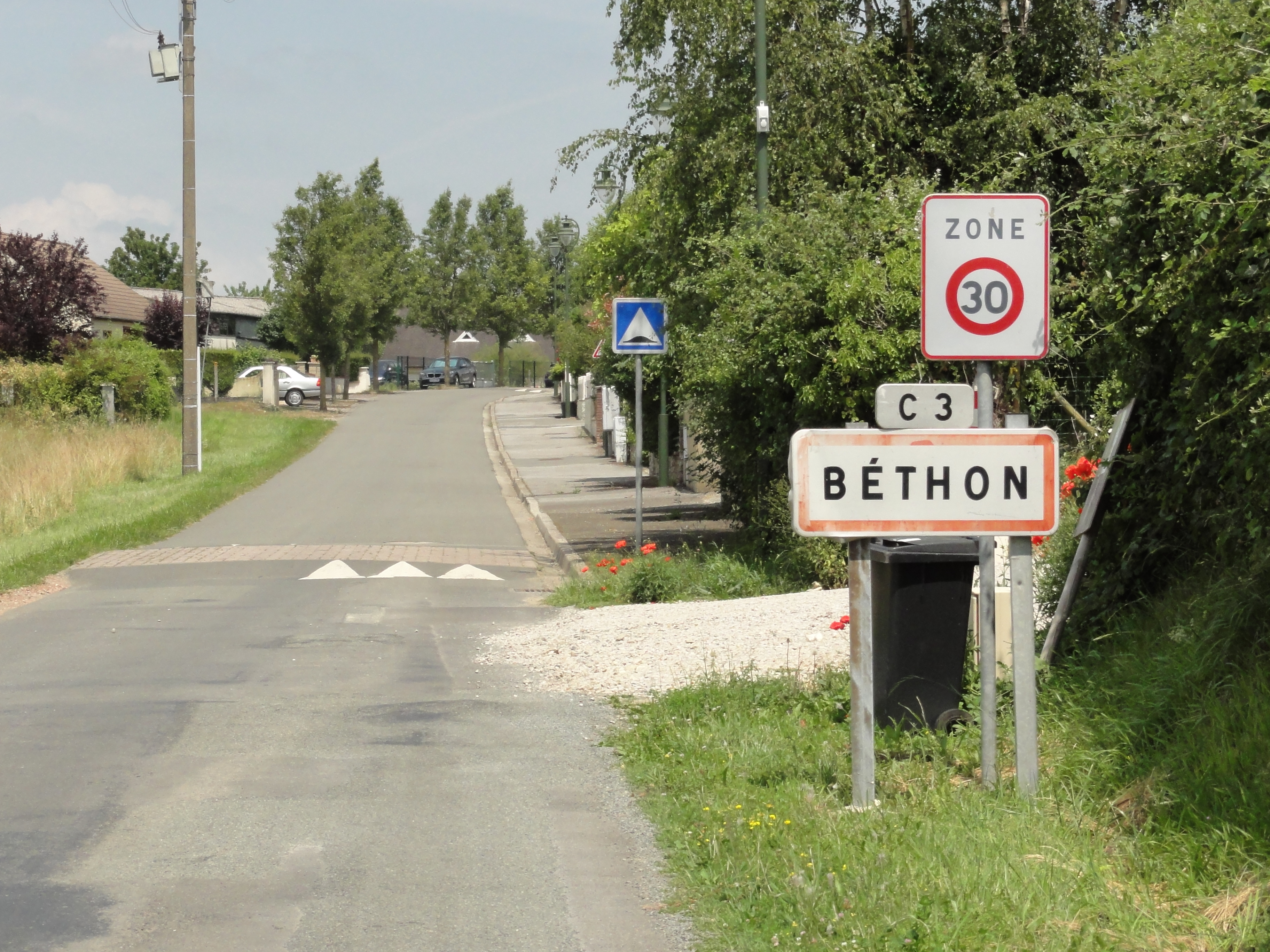
Entrée du bourg.
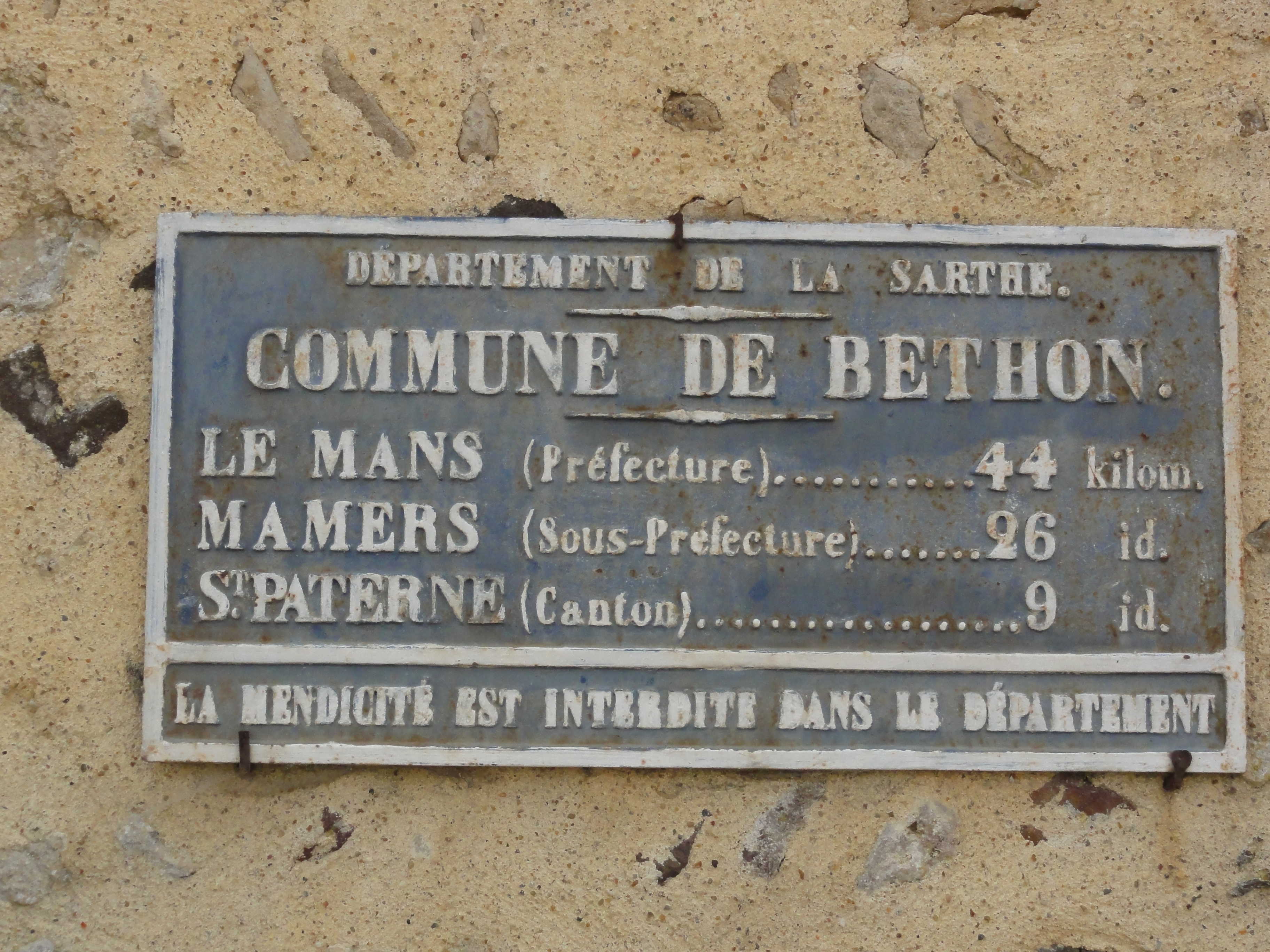
Plaque de cocher commune de Béthon.
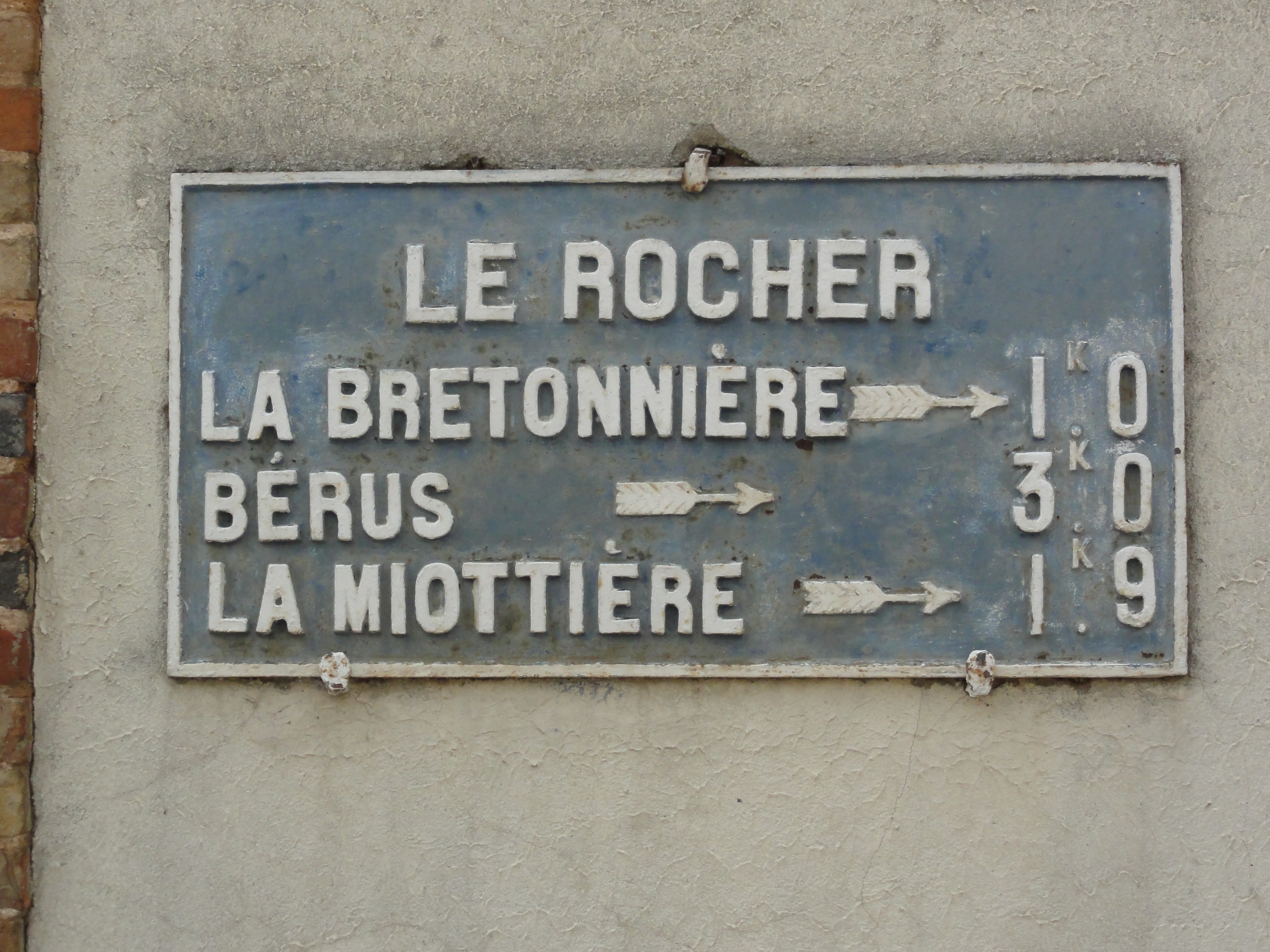
Plaque de cocher Le Rocher.
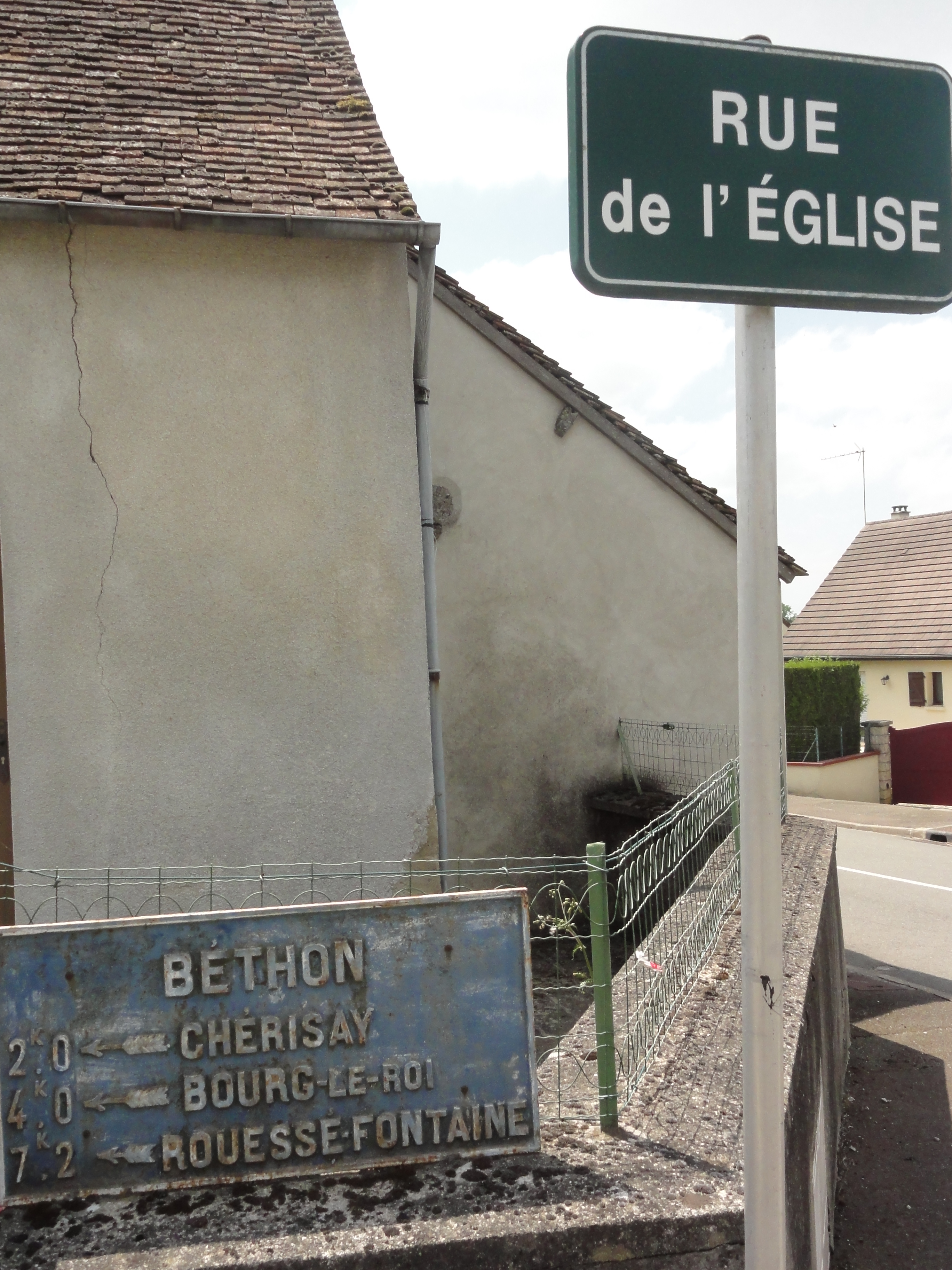
Plaque de cocher rue de l'Église.
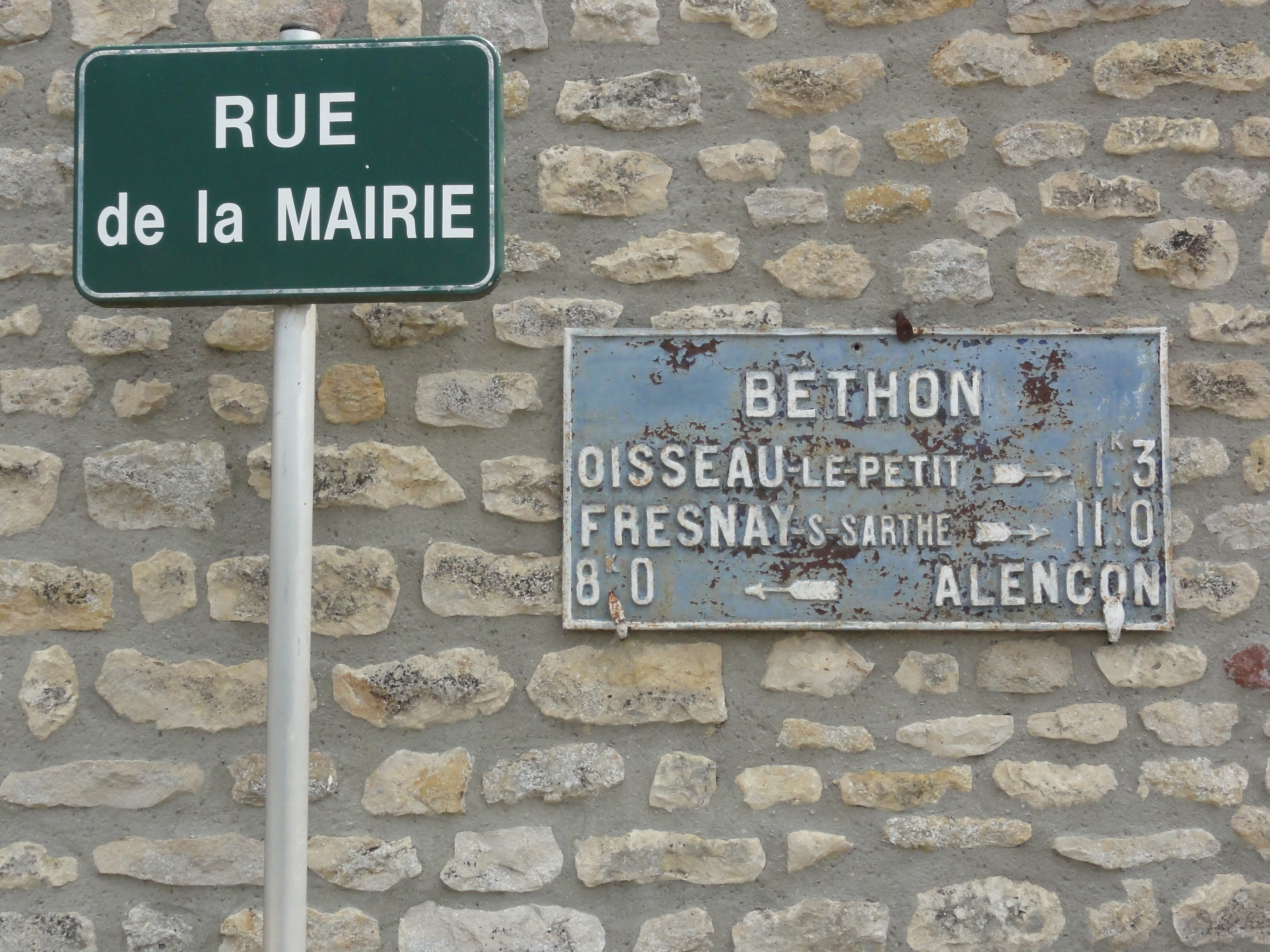
Plaque de cocher rue de la Mairie.

### Climat
Pour des articles plus généraux, voir Climat des Pays de la Loire et Climat de la Sarthe.
En 2010, le climat de la commune est de type climat océanique dégradé des plaines du Centre et du Nord, selon une étude du CNRS s'appuyant sur une série de données couvrant la période 1971-2000. En 2020, Météo-France publie une typologie des climats de la France métropolitaine dans laquelle la commune est dans une zone de transition entre le climat océanique et le climat océanique altéré et est dans la région climatique  Normandie (Cotentin, Orne), caractérisée par une pluviométrie relativement élevée (850 mm/a) et un été frais (15,5 °C) et venté. 
Pour la période 1971-2000, la température annuelle moyenne est de 10,7 °C, avec une amplitude thermique annuelle de 14,2 °C. Le cumul annuel moyen de précipitations est de 749 mm, avec 12,1 jours de précipitations en janvier et 7,3 jours en juillet. Pour la période 1991-2020, la température moyenne annuelle observée sur la station météorologique de Météo-France la plus proche, « Alençon - Valframbert », sur la commune d'Alençon à 8 km à vol d'oiseau, est de 11,3 °C et le cumul annuel moyen de précipitations est de 743,7 mm,. Pour l'avenir, les paramètres climatiques de la commune estimés pour 2050 selon différents scénarios d'émission de gaz à effet de serre sont consultables sur un site dédié publié par Météo-France en novembre 2022.

## Urbanisme

### Typologie
Au 1er janvier 2024, Béthon est catégorisée commune rurale à habitat dispersé, selon la nouvelle grille communale de densité à sept niveaux définie par l'Insee en 2022.
Elle est située hors unité urbaine. Par ailleurs la commune fait partie de l'aire d'attraction d'Alençon, dont elle est une commune de la couronne,. Cette aire, qui regroupe 89 communes, est catégorisée dans les aires de 50 000 à moins de 200 000 habitants,.

### Occupation des sols
L'occupation des sols de la commune, telle qu'elle ressort de la base de données européenne d’occupation biophysique des sols Corine Land Cover (CLC), est marquée par l'importance des territoires agricoles (86,5 % en 2018), une proportion sensiblement équivalente à celle de 1990 (86,6 %). La répartition détaillée en 2018 est la suivante : 
terres arables (70,5 %), zones urbanisées (11,7 %), prairies (11,7 %), zones agricoles hétérogènes (4,3 %), mines, décharges et chantiers (1,7 %), forêts (0,1 %). L'évolution de l’occupation des sols de la commune et de ses infrastructures peut être observée sur les différentes représentations cartographiques du territoire : la carte de Cassini (XVIIIe siècle), la carte d'état-major (1820-1866) et les cartes ou photos aériennes de l'IGN pour la période actuelle (1950 à aujourd'hui).

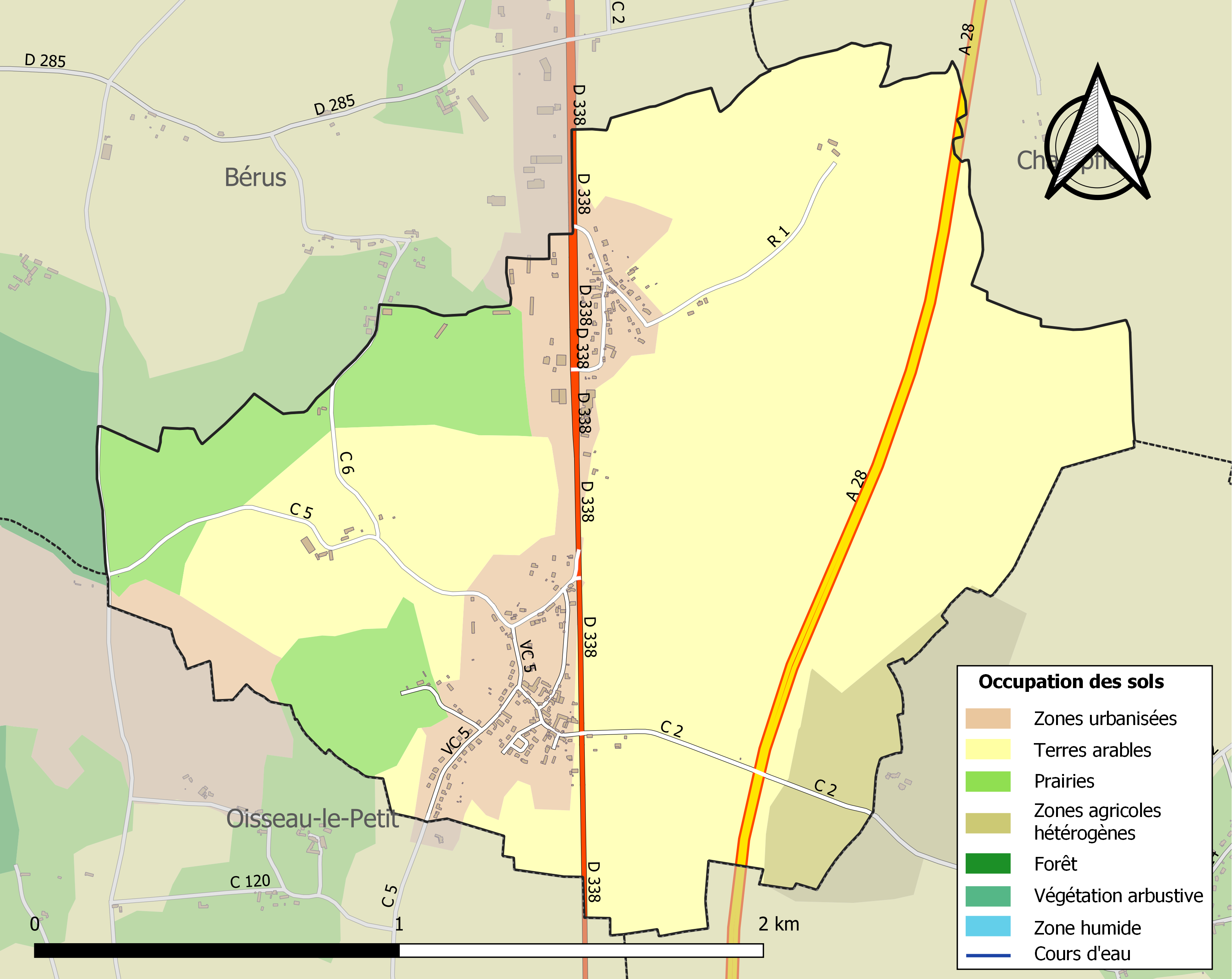
Carte des infrastructures et de l'occupation des sols de la commune en 2018 (CLC).

## Toponymie
Le gentilé est Béthunéen.

## Histoire
Le Lexovisaurus de Béthon

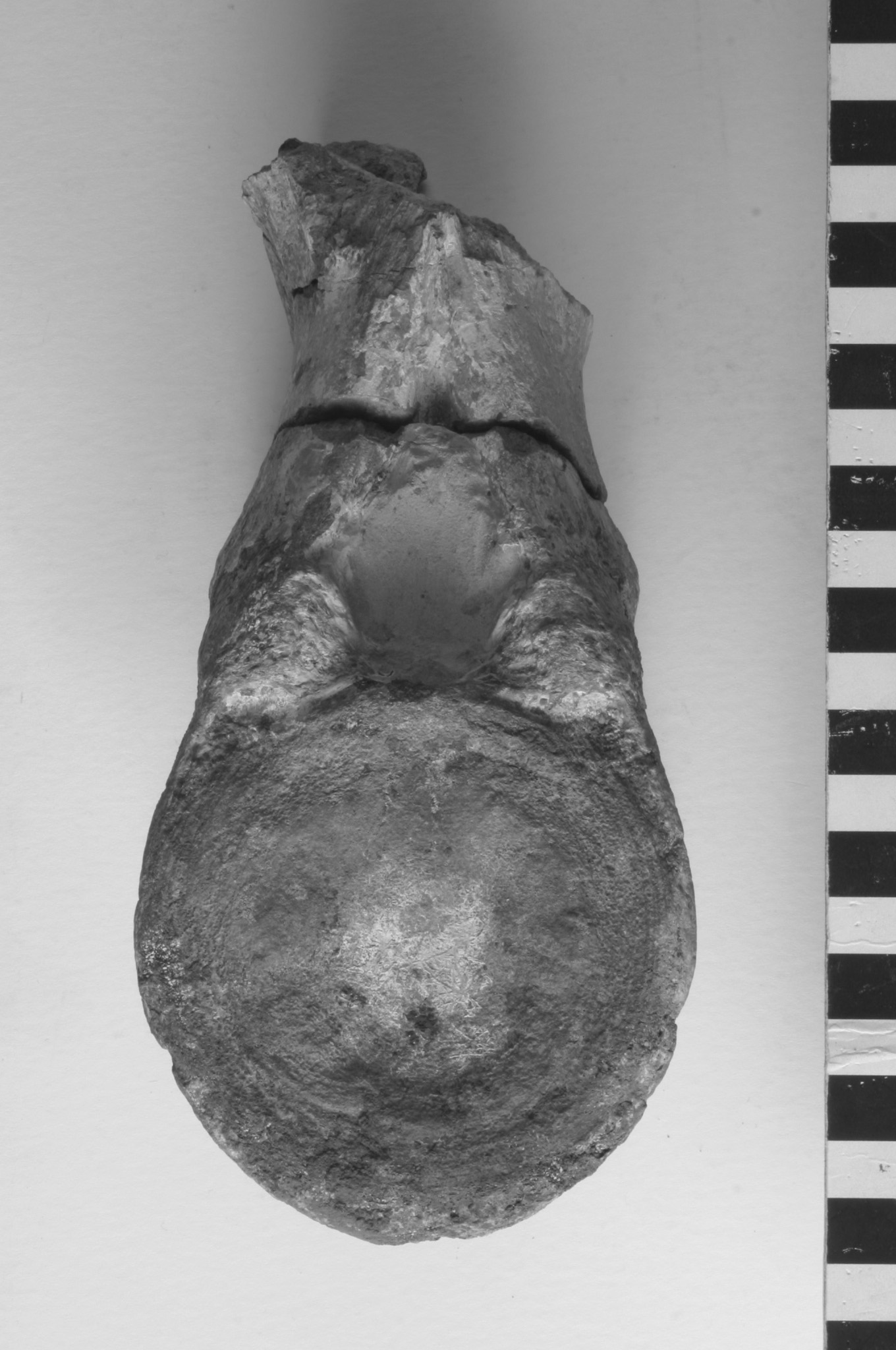
La vertèbre du lexovisaurus de Béthon exposée au Musée Vert.

Un ossement de dinosaure a été découvert en 2000 sur le chantier de l'autoroute A28 entre Le Mans et Alençon sur la commune de Béthon par M. Malherbe, collectionneur amateur. Cette vertèbre est unique puisqu'il s'agit du seul fossile clairement identifié de dinosaure découvert dans le département de la Sarthe au cours du XXe siècle.
Elle appartenait à un dinosaure de la famille des stégosaures, plus précisément du groupe des Lexovisaurus. Le Lexovisaurus était un dinosaure herbivore d'une longueur de cinq mètres pour un poids estimé à deux tonnes. Ses restes fossiles ont été retrouvés en Normandie et en Angleterre. Cette espèce était caractérisée par la présence de grandes plaques osseuses dorsales de forme triangulaire. Le Lexovisaurus était également muni de quatre longues épines sur la queue ainsi que de deux épines placées au niveau des épaules. Ces expansions osseuses permettaient au Lexovisaurus de se défendre des prédateurs géants comme le Mégalosaurus.
Ce Lexovisaurus vivait au jurassique (période du callovien), il y a 160 millions d'années sur l'île que formait alors le Massif armoricain. Après sa mort, son corps a été charrié par une rivière vers la mer qui recouvrait alors le Bassin parisien. Une partie de ses ossements a coulé à une distance de 10 kilomètres du rivage de l'époque et une de ses vertèbres s'est fossilisée.
La vertèbre du lexovisaurus de Béthon a été déposée par M. Malherbe au Musée Vert, musée d'histoire naturelle du Mans où elle est exposée au public dans la salle permanente « Jurassique Sarthe ».

## Politique et administration
| Période                                  | Période   | Identité           | Étiquette | Qualité                                |
| ---------------------------------------- | --------- | ------------------ | --------- | -------------------------------------- |
| 1978                                     | mars 2008 | Jean-Claude Rérat  |           | Attaché d'administration universitaire |
| mars 2008                                | En cours  | Gérard Vieillepeau | SE        | Exploitant agricole                    |
| Les données manquantes sont à compléter. |           |                    |           |                                        |

## Démographie
L'évolution du nombre d'habitants est connue à travers les recensements de la population effectués dans la commune depuis 1793. Pour les communes de moins de 10 000 habitants, une enquête de recensement portant sur toute la population est réalisée tous les cinq ans, les populations de référence des années intermédiaires étant quant à elles estimées par interpolation ou extrapolation. Pour la commune, le premier recensement exhaustif entrant dans le cadre du nouveau dispositif a été réalisé en 2004.
En 2022, la commune comptait 306 habitants, en évolution de −9,2 % par rapport à 2016 (Sarthe : −0,25 %, France hors Mayotte : +2,11 %).
| 1793 | 1800 | 1806 | 1821 | 1831 | 1836 | 1841 | 1846 | 1851 |
| ---- | ---- | ---- | ---- | ---- | ---- | ---- | ---- | ---- |
| 182  | 154  | 143  | 219  | 268  | 269  | 280  | 279  | 308  |

| 1856 | 1861 | 1866 | 1872 | 1876 | 1881 | 1886 | 1891 | 1896 |
| ---- | ---- | ---- | ---- | ---- | ---- | ---- | ---- | ---- |
| 307  | 330  | 355  | 333  | 286  | 269  | 254  | 221  | 201  |

| 1901 | 1906 | 1911 | 1921 | 1926 | 1931 | 1936 | 1946 | 1954 |
| ---- | ---- | ---- | ---- | ---- | ---- | ---- | ---- | ---- |
| 202  | 173  | 182  | 139  | 155  | 160  | 140  | 132  | 153  |

| 1962 | 1968 | 1975 | 1982 | 1990 | 1999 | 2004 | 2006 | 2009 |
| ---- | ---- | ---- | ---- | ---- | ---- | ---- | ---- | ---- |
| 152  | 142  | 219  | 271  | 274  | 275  | 290  | 307  | 327  |

| 2014 | 2019 | 2022 | - | - | - | - | - | - |
| ---- | ---- | ---- | - | - | - | - | - | - |
| 333  | 309  | 306  | - | - | - | - | - | - |

## Lieux et monuments

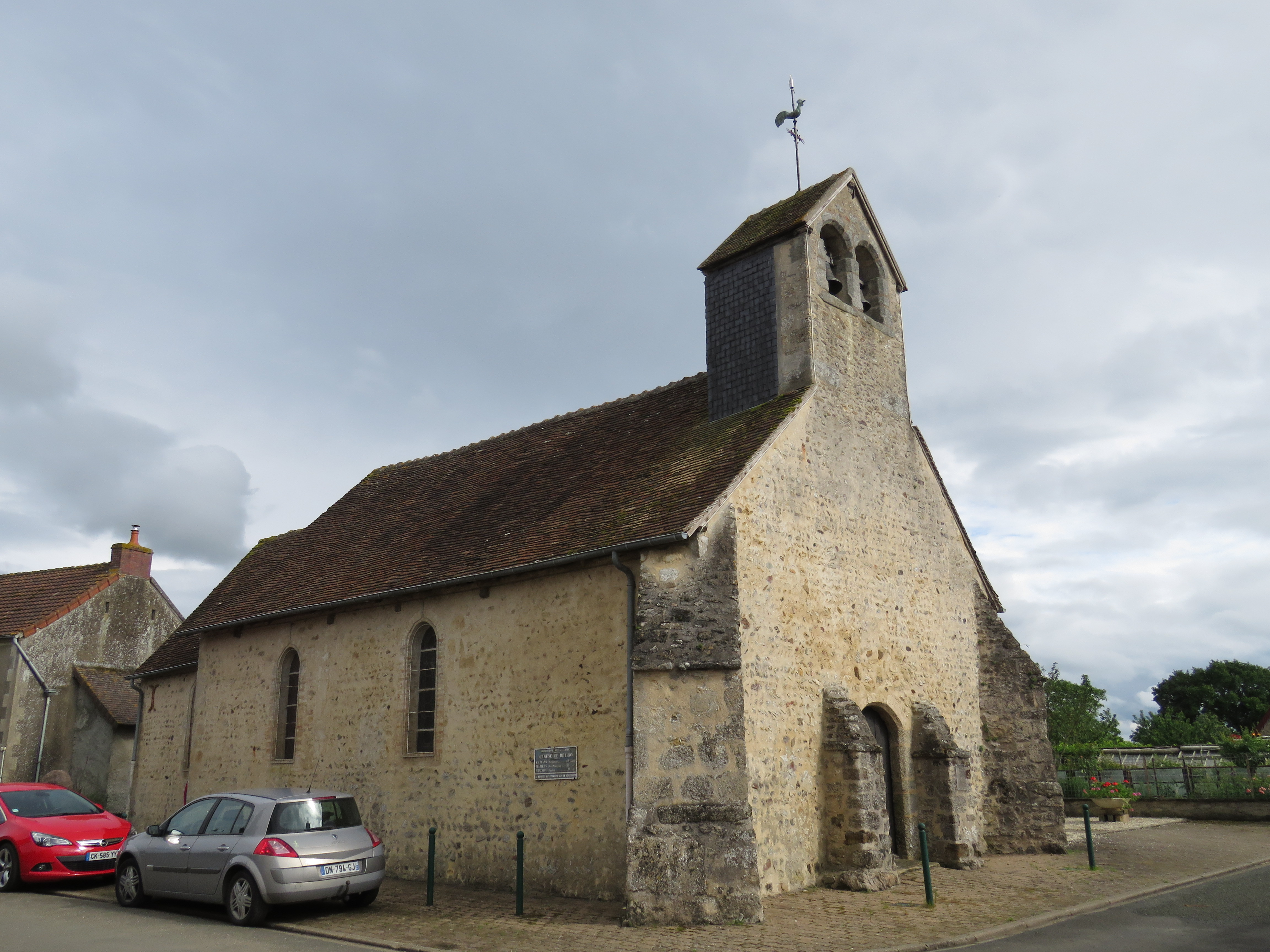
Église Saint-Barthélemy.
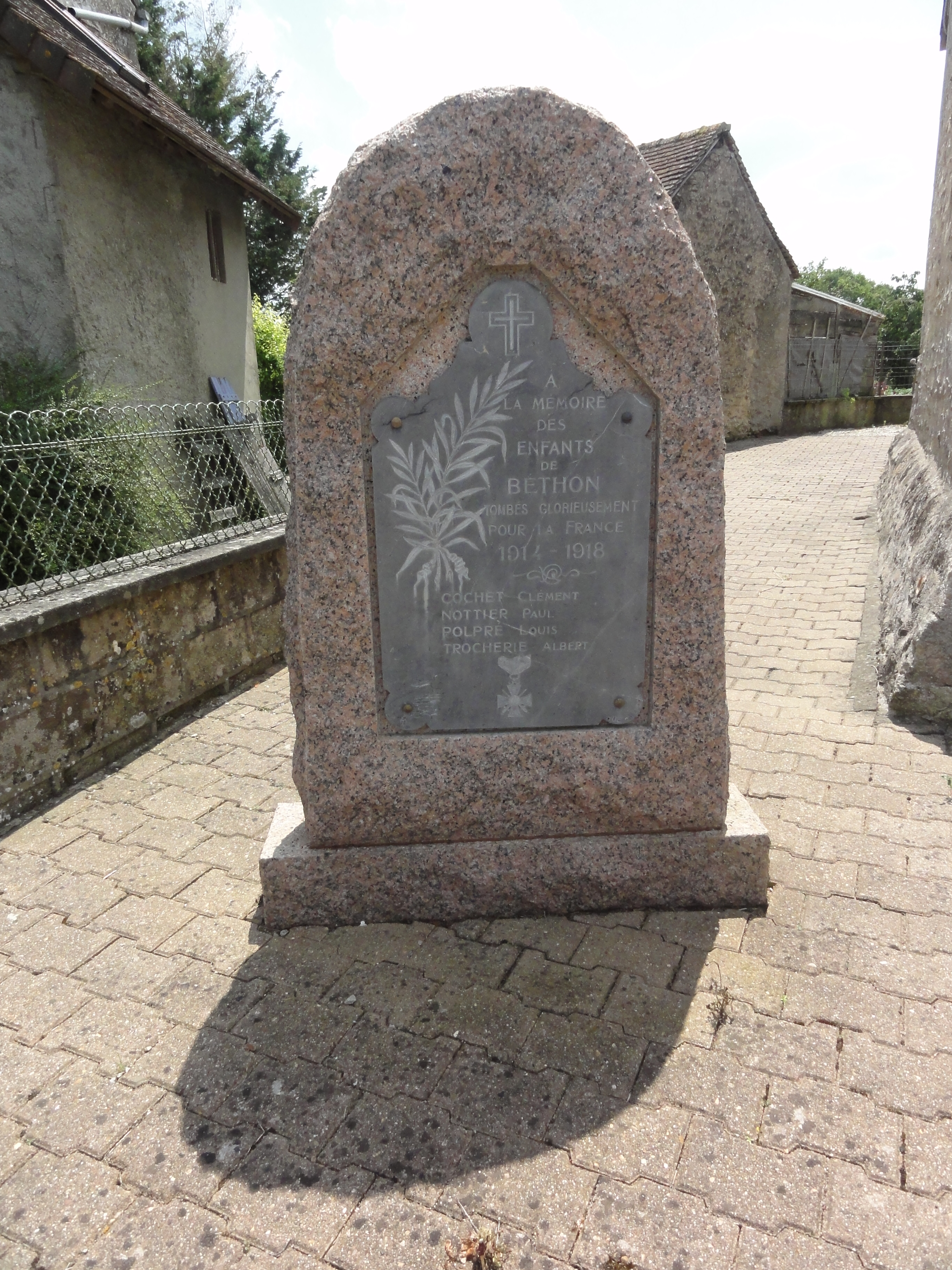
Monument aux morts.

- Église Saint-Barthélemy.
- Monument aux morts.